# Saison 1993 de la NFL
Navigation
Édition précédente Édition suivante
La saison 1993 de la NFL est la 74e saison de la National Football League. Elle voit le sacre des Dallas Cowboys à l'occasion du Super Bowl XXVIII.

## Classement général
| Qualifié en play-offs |

| AFC Est              |      |      |      |        |          |            |
| Franchise            | Vic. | Déf. | Nuls | % vic. | Pts pour | Pts contre |
| Buffalo Bills        | 12   | 4    | 0    | .750   | 329      | 242        |
| Miami Dolphins       | 9    | 7    | 0    | .563   | 349      | 351        |
| New York Jets        | 8    | 8    | 0    | .500   | 270      | 247        |
| New England Patriots | 5    | 11   | 0    | .313   | 238      | 286        |
| Indianapolis Colts   | 4    | 12   | 0    | .250   | 189      | 378        |
| AFC Central          |      |      |      |        |          |            |
| Franchise            | Vic. | Déf. | Nuls | % vic. | Pts pour | Pts contre |
| Houston Oilers       | 12   | 4    | 0    | .750   | 368      | 238        |
| Pittsburgh Steelers  | 9    | 7    | 0    | .563   | 308      | 281        |
| Cleveland Browns     | 7    | 9    | 0    | .438   | 304      | 307        |
| Cincinnati Bengals   | 3    | 13   | 0    | .188   | 187      | 319        |
| AFC Ouest            |      |      |      |        |          |            |
| Franchise            | Vic. | Déf. | Nuls | % vic. | Pts pour | Pts contre |
| Kansas City Chiefs   | 11   | 5    | 0    | .688   | 328      | 291        |
| Los Angeles Raiders  | 10   | 6    | 0    | .625   | 306      | 326        |
| Denver Broncos       | 9    | 7    | 0    | .563   | 373      | 284        |
| San Diego Chargers   | 8    | 8    | 0    | .500   | 322      | 290        |
| Seattle Seahawks     | 6    | 10   | 0    | .375   | 280      | 314        |

| NFC Est             |      |      |      |        |          |            |
| Franchise           | Vic. | Déf. | Nuls | % vic. | Pts pour | Pts contre |
| Dallas Cowboys      | 12   | 4    | 0    | .750   | 376      | 229        |
| New York Giants     | 11   | 5    | 0    | .688   | 288      | 205        |
| Philadelphia Eagles | 8    | 8    | 0    | .500   | 293      | 315        |
| Phoenix Cardinals   | 7    | 9    | 0    | .438   | 326      | 269        |
| Washington Redskins | 4    | 12   | 0    | .250   | 230      | 345        |
| NFC Central         |      |      |      |        |          |            |
| Franchise           | Vic. | Déf. | Nuls | % vic. | Pts pour | Pts contre |
| Detroit Lions       | 10   | 6    | 0    | .625   | 298      | 292        |
| Minnesota Vikings   | 9    | 7    | 0    | .563   | 277      | 290        |
| Green Bay Packers   | 9    | 7    | 0    | .563   | 340      | 282        |
| Chicago Bears       | 7    | 9    | 0    | .438   | 234      | 230        |
| Tampa Bay Buccs     | 5    | 11   | 0    | .313   | 237      | 376        |
| NFC Ouest           |      |      |      |        |          |            |
| Franchise           | Vic. | Déf. | Nuls | % vic. | Pts pour | Pts contre |
| San Francisco 49ers | 10   | 6    | 0    | .625   | 473      | 295        |
| New Orleans Saints  | 8    | 8    | 0    | .500   | 317      | 343        |
| Atlanta Falcons     | 6    | 10   | 0    | .375   | 316      | 385        |
| Los Angeles Rams    | 5    | 11   | 0    | .313   | 221      | 367        |

- Minnesota termine devant Green Bay en NFC Central en raison du résultat enregistré en confrontation directe (2-0).
- Denver gagne la deuxième Wild Card de l'AFC et Pittsburgh la troisième devant Miami en raison des résultats enregistrés en conférence (8-4 pour Denver contre 7-5 pour Pittsburgh et 6-6 pour Miami).

## Play-offs
Les équipes évoluant à domicile sont nommées en premier. Les vainqueurs sont en gras

### AFC
- Wild Card : 
  - 8 janvier 1994 :  Kansas City 27-24 Pittsburgh, après prolongation
  - 9 janvier 1994 : Los Angeles Raiders 42-24 Denver
- Premier tour : 
  - 15 janvier 1994 :  Buffalo 29-23 Los Angeles Raiders
  - 16 janvier 1994 : Houston 20-28 Kansas City
- Finale AFC : 
  - 23 janvier 1994 : Buffalo 30-13 Kansas City

### NFC
- Wild Card : 
  - 8 janvier 1994 :  Detroit 24-28 Green Bay
  - 9 janvier 1994 : New York Giants 17-10 Minnesota
- Premier tour : 
  - 15 janvier 1994 : San Francisco 44-3 New York Giants
  - 16 janvier 1994 : Dallas 27-17 Green Bay
- Finale NFC : 
  - 23 janvier 1994 : Dallas 38-21 San Francisco

### Super Bowl XXVIII
- 30 janvier 1994 : Dallas (NFC) 30-13 Buffalo (AFC), au Georgia Dome d'Atlanta